# اکتوئین
اکتوئین (به انگلیسی: Ectoine) با فرمول شیمیایی C۶H۱۰N۲O۲ یک ترکیب شیمیایی با شناسه پاب‌کم ۱۲۶۰۴۱ است. که جرم مولی آن ۱۴۲٫۱۶ g/mol می‌باشد. 